# Tatort: Borowski und die einsamen Herzen
Borowski und die einsamen Herzen ist ein Fernsehfilm aus der Krimireihe Tatort und wurde am 12. Oktober 2008 auf Das Erste zum ersten Mal gesendet. Für den Kieler Ermittler Klaus Borowski ist es der 11. Fall.
In dieser 707. Tatort-Folge hat es Borowski mit einer eifersüchtigen Frau zu tun, die jeden Mann aus dem Weg räumt, der ihrer besten Freundin zu nahe kommt.

## Handlung
Kommissar Borowski untersucht einen Tatort und stellt fest, dass vor zwei Tagen ein ähnlicher Mord geschehen ist und dass er es sehr wahrscheinlich mit ein und demselben Täter zu tun hat. Beide Opfer sind männlich, mittleren Alters, ähnlicher Statur und wurden jeweils in ihrer Wohnung mit einem Faustmesser erstochen.
Beim letzten Fall ist offensichtlich, dass das Opfer kurz zuvor Damenbesuch gehabt hat. Von der Putzfrau erfährt Borowski, dass Herr Bauer per Kontaktanzeige auf der Suche nach einer Partnerin war. Deshalb lässt sich der Kommissar vom „Kieler Boten“, bei dem Bauer inseriert hatte, alle Annoncentexte und Kunden des letzten Jahres geben. Anhand der Angaben, die die Herren von sich machten, sucht er sich Küster aus, der dem Typ der Opfer am ähnlichsten ist, und befragt ihn nach den Damen, die sich bei ihm gemeldet haben. Bei der Beschreibung, die Küster abgeben kann, fällt Borowski Gundula Beck besonders auf, da sie dem Profil, welches Frieda Jung vom Täter erstellt hat, am nächsten kommt. Doch ehe er die Dame aufsuchen kann, wird das nächste Opfer gefunden: Berthold, der Anzeigenleiter vom „Kieler Boten“, den Borowski gerade kennengelernt hatte, als er auf der Suche nach den Anzeigenkunden war. Seltsamerweise wohnte er unter dem Namen Stephan Reller. Borowski findet heraus, dass Berthold sich einfach ihm sympathische Antwortschreiben seiner Kundschaft angeeignet hat und die Frauen unter falschem Namen in der Wohnung eines Bekannten getroffen hatte, was ihm nun zum Verhängnis wurde.
Kriminalrat Schladitz schlägt vor, dass Borowski eine Anzeige aufgibt und als Lockvogel verdeckt ermittelt. Dieser ist davon nicht begeistert, fügt sich aber. Er trifft sich nacheinander mit verschiedenen Damen in einem Café. Frieda Jung übernimmt dabei die Rolle der Serviererin und kann so über die benutzen Kaffeetassen von jeder Kandidatin eine DNA-Probe sichern. Einzig Gundula Beck lässt Borowski abblitzen, was sie für ihn umso interessanter macht. Er forscht nach ihr und trifft sie in einem Fitnessclub, wo ihm plötzlich auch Anne Schilling begegnet, die er auch schon in dem Café angesprochen hatte. Mit ihr unterhält er sich und stellt fest, dass die beiden Frauen eng befreundet sind. Mit Gundula Beck unternimmt Borowski eine Segeltour, bei der sie klar den Ton angibt. Am Abend trifft er sie wieder im Lokal und auf dem Heimweg sprechen sie über persönliche Dinge und auch über Anne Schilling. Sie mache bei ihr die Buchhaltung in ihrem Ledergeschäft. Sie würde seit fünfzehn Jahren ihrem Exmann nachtrauern und beginne sich jetzt langsam wieder zu öffnen.
Borowski findet heraus, dass der Exmann von Gundula Beck Jan Petersen ist, der ebenfalls über Inserate Frauenbekanntschaften machen möchte, aber im Gegensatz zu seiner Frau sich noch nicht einmal mit einer Kandidatin getroffen hat. Als der Kriminaltechniker Spuren vom letzten Tatort Gundula Beck zuordnen kann, wird sie festgenommen und verhört. In ihrer Handtasche befindet sich ein Faustmesser, von dem sie angibt, dass sie es immer dabei habe, da sie nie wisse, mit wem sie es bei ihren Treffen zu tun bekomme. Ihr Mann habe es ihr vor vierzehn Jahren geschenkt, als sie ihr Ledergeschäft eröffnet hat. Borowski kommen Zweifel, ob Beck wirklich die Täterin ist. Auch Frieda Jung schätzt ihre Aussage als sehr glaubwürdig ein. Seiner Meinung nach hat der wahre Täter immer erst dann zugeschlagen, wenn Beck ihre Männerbekanntschaft wieder verlassen hatte.
Borowski möchte eine Falle stellen und sich mit Gundula Beck bei sich zu Hause treffen. Er weiht sie in seinen Plan ein und kann sie davon überzeugen mitzuspielen. Er bringt Gundula Beck wie geplant zu sich nach Hause. Kriminalrat Schladitz und weitere Polizeibeamte warten versteckt auf das Erscheinen des Täters, als Beck Borowski spät abends wieder verlässt. Doch niemand erscheint. Überraschend trifft sie jedoch bei sich in der Wohnung ihren Exmann, der sehr bedrohlich auf sie wirkt. Er gesteht ihr, dass er sie immer noch liebe, aber sie weist ihn zurück. Daraufhin wird er jähzornig und belagert sie und ihre Wohnung, bis am nächsten Morgen Borowski erscheint, da er sich Sorgen gemacht hat. Er weist Jan Petersen in die Schranken. Gundula befürchtet, er könne Anne etwas angetan haben, da sie sich nicht meldet, und so läuft Borowski zu ihr. Anne Schilling geht es jedoch gut und sie lädt Borowski zu einer Tasse Tee ein. Plötzlich fällt ihm ein auf charakteristische Weise geknotetes Spültuch auf, das er so bereits am ersten Tatort bemerkt hatte. Mit den Worten „Unsere Freundschaft bringt kein Mann auseinander“ attackiert sie ihn mit einem Messer. Es gelingt ihm jedoch, Anne zu überwältigen, und sie kann festgenommen werden.

## Hintergrund
Der Film wurde von der Studio Hamburg Produktion Kiel GmbH und dem Norddeutschen Rundfunk hergestellt und in Kiel unter dem Arbeitstitel Born to be wild gedreht. In Finnland wurde dieser Tatort am 10. November 2011 zum ersten Mal gesendet.

## Rezeption

### Einschaltquoten
Die Erstausstrahlung von Borowski und die einsamen Herzen wurde am 12. Oktober 2008 in Deutschland von insgesamt 6,87 Millionen Zuschauern gesehen und erreichte einen Marktanteil von 19,30 Prozent für Das Erste.

### Kritik
Rainer Tittelbach von tittelbach.tv urteilt: „So spannend dieser ‚Tatort‘ durch die unmittelbare Bedrohung Borowskis auch gelegentlich ist – die Plausibilität des Krimi-Plots fällt doch etwas ab gegenüber den gezeigten Schicksalen und Menschenbildern. So bleibt es mal wieder dem ironisch doppelbödigen Spiel von Milberg und Eggert vorbehalten, dem Film seine Glanzlichter aufzusetzen.“
Tilmann P. Gangloff stellt zu diesem ‚Tatort‘ fest: „Trotz der durchaus ernsten kriminalistischen Seite: Für ‚Borowski‘-Verhältnisse schrammt der Film mitunter haarscharf an der Parodie vorbei, weshalb das Action-Ende auch etwas aufgesetzt wirkt. Als Serienkiller-Geschichte ist der Krimi ohnehin beinahe zu burlesk. Aber Milberg ist gut wie immer.“
Kathrin Buchner bei Stern.de hält diesen Tatort für sehr „launig und unterhaltsam, aber auch leicht banal-belanglos. […] Immerhin, er gibt ein bisschen Einblick in die Psychologie alleinstehender Frauen im reiferen Alter, gewürzt mit Dialogen, wie man sie aus Gaby-Hauptmann- und Ildiko-von-Kürthy-Romanen kennt. Amüsant ist der Slapstick zwischen Jung und Borowski. Herzenswärme im hohen Norden, der Kommissar als verliebter Geck. Man darf gespannt sein, wohin die Avancen Borowski gegenüber seiner Kollegin noch führen werden.“
Die Kritiker der Fernsehzeitschrift TV Spielfilm meinen, „Fans des Kieler Ermittlers (Maren Eggert hat die Reihe ja leider verlassen) dürfen sich bestens amüsieren, auch wenn der eigentliche Fall am Ende nicht sonderlich überrascht“. Im Ergebnis sei dieser Tatort zwar nur ein „lauer Plot, aber köstliches Gemenschel.“